# Zhang Daoling
Zhang Ling (張陵), posteriorment anomenat Zhang Daoling (張道陵) o Chang Tao-ling (34-156), és considerat per la tradició taoista xinesa com el fundador de l'Escola de les cinc mesures d'arròs (wu tou mi dao 五斗米道) que hauria transmès al seu fill Zhang Heng (張衡), i el primer dels Mestres celestials. La seva vida és essencialment llegendària i es disposa de molt poca informació fiable. Més que per fonts històriques, és conegut a través de passatges dedicats al seu net Zhang Lu, qui va fer entrar les Cinc mesures i els Mestres celestials a la història.

## Biografia

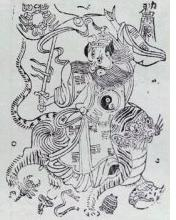
Zhang Daoling, primer Mestre celeste

Hauria nascut l'any 34 dC sota els Han posteriors. Era originari del comtat de Feng (豐縣), país de Pei (沛國), Jiangsu, i s'hauria instal·lat en vida de l'emperador Shundi (125-144) a Sichuan, antic estat i futur regne de Shu, sobre un mont anomenat Huming (鵠鳴) («crit de les oques salvatges») o Heming (鶴鳴) («crit de les grues»), a l'actual comtat de Dayi, a Chengdu (província de Sichuan. La seva dona s'anomenava Yong. Després haver viscut una infantesa pobra i una joventut consagrada a l'aprenentatge, porta una vida de renúncies, exercint els seus talents d'exorcista i sanador. Va morir l'any 156 a Hanzhong (Shaanxi).
Funda la primera església taoista, la Tianshi Dao, també anomenada Escola de les cinc mesures d'arròs o wu tou mi dao 五斗米道, amb la finalitat d'organitzar les creences i recol·lectar els donatius dels fidels (que redistribuïa als més pobres). Recomanava la purificació del cos per aconseguir la purificació de l'ànima, i no aprovava els sacrificis d'animals. Fent una confessió pública dels seus pecats, el fidel s'assegurava el perdó i la bona fortuna.
Laozi se li hauria aparegut l'any 142 en el moment d'una revelació mentre que hi havia gairebé 110 anys per a ell transmetre fórmules màgiques, de les quals el Talismà secret de la poderosa aliança de la veritat i de la unitat (Zhengyimengwei milu 正一盟威秘籙), destinades a obtenir l'assistència dels poders celestials i a protegir els fidels, en particular del cataclisme que s'apropava abans de l'arribada de la Gran pau. Gràcies als seus poders miraculosos, tenia la capacitat d'aparèixer en diversos llocs alhora (bilocació). Hauria elaborat diversos elixirs de llarga vida a partir d'uns manuscrits trobats al mont Wan.
Fundà el primer estat teocràtic acollint diversos centenars de milers de fidels durant dècades. El text de base és el Daodejing de Laozi, però adaptat i comentat per Zhang Daoling en la seva obra Xiang'er (想爾) (de la qual ha estat retrobada una còpia parcial amb data de l'any 500).
Fou l'emperador Tuoba Tao (regnà entre 424-452) qui li va conferir el títol pòstum de Tian Shi 天师 (Mestre celestial) en honor de la seva pietat.
La vida de Zhang Ling apareix a les Biografies dels mestres celestials de la dinastia Han (漢天師世家), obra redactada durant el segle xiv per Zhang Zhengchang (張正常), el 42è mestre, que va afegir detalls sense una base històrica real: el seu nom social era Fuhan (輔漢) i havia nascut l'any 34; fou enviat com a funcionari a Sichuan a Jiangzhou (江州)(actualment Txungking). Sota l'emperador Mingdi (58-75), es retirà al mont Beiqiu (北邙山) i rebutjà dues invitacions imperials per tornar a la cort. Es retirà al mont Heming se li aparegué Laozi, qui li inspirà diverses obres de les quals destaca El Talismà de la poderosa aliança. Mor –o esdevé en alguna mena d'immortal– l'any 156, a 123 anys, sobre el mont Qingcheng (青城山). Segons algunes fonts, partí a l'altra vida acompanyat de la seva família i d'alguns deixebles.
D'altres tradicions sense fonament troben parentiu amb els Zhang cèlebres de la dinastia Han: seria el novè descendent de Zhang Liang, marquès de Liu (留侯張良), o avi de Zhang Jiao, cap dels Taipings.

## Ensenyament

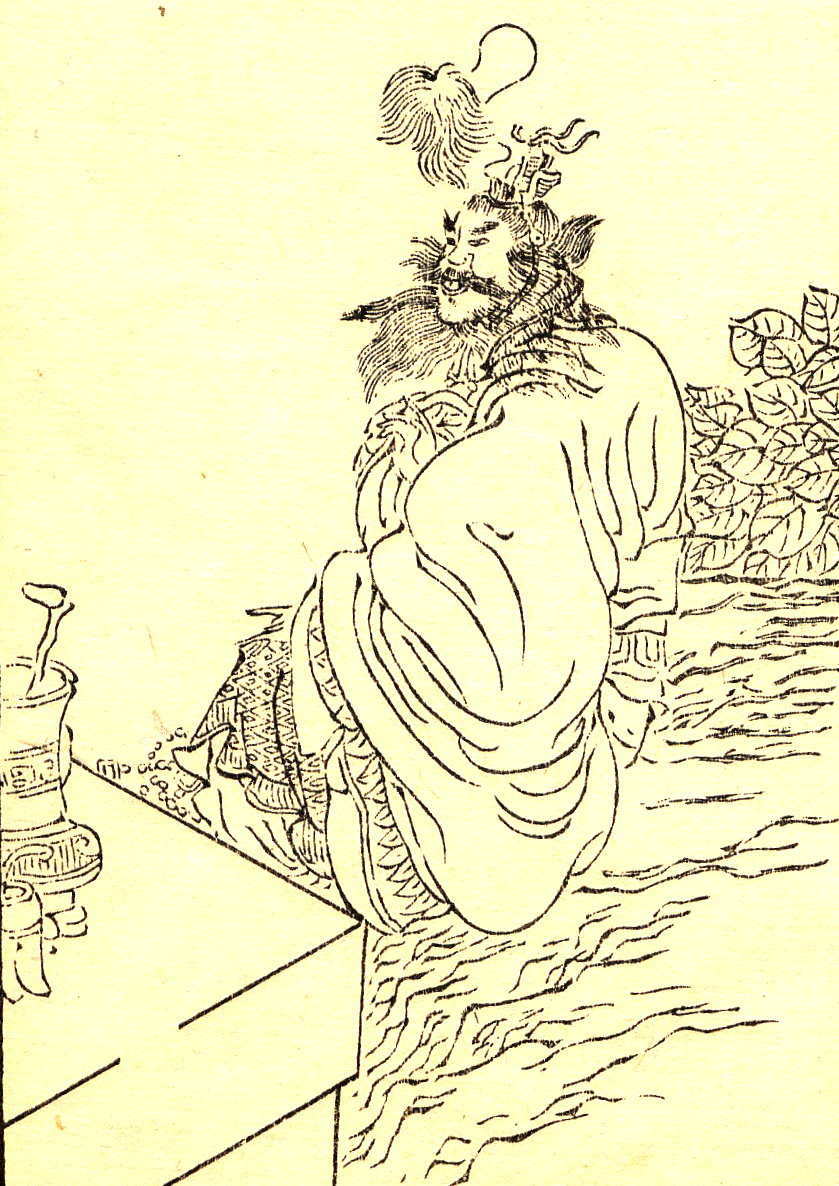
Zhang Daoling en un dibuix de 1923.

El poder d'aquest nou patriarcat es transmet exclusivament de pare a fills. Així Zhang Heng l'heretà del seu pare. La seva escola –tal que ha conegut a l'època del seu net Zhang Lu– s'emparenta amb una secta que es rebel·là contra el confucianisme oficial i el poder polític massa preocupats pels impostos. És d'essència mística, ja que recomana la fe com a via per al remissió dels pecats i de les malalties. Els seus membres es reivindiquen com els elegits. Cal veure-hi més una temptativa de preservació de les tradicions autèntiques que un moviment revolucionari; són prudents i no es comprometen amb la corrupció i l'explotació del poble.
Una tradició el situa com a ermità durant un temps al mont Longhu on s'hi hauria instal·lat també Zhang Sheng (張盛), tercer o quart fill de Zhang Lu, i així s'instaurà un llinatge possiblement ininterromput de mestres celestials Zhang. Aquests últims, caps del corrent taoista Zhengyi Dao (la Poderosa aliança), que emergí durant la dinastia Song, tot i que la seva relació amb Zhang Daoling és impossible de verificar. El seu representant actual, el 64è mestre Zhang Yuanxian (張源先), viu a Taïwan.

## Culte
Zhang Daoling ha esdevingut amb el temps una autèntica deïtat a tota Àsia del sud-est com a Zhang Tianshi, i lloat pels seus exorcismes. La seva representació iconogràfica, on apareix cavalcant un tigre i esgrimint una espasa o el seu segell, protegeix les cases dels mals esperits. El seu poder allunya la malaltia i els problemes. Alguns dies li són dedicats: el 28è del quart mes, el 15è del primer i el segon mes (aniversari de Laozi).

## Obres

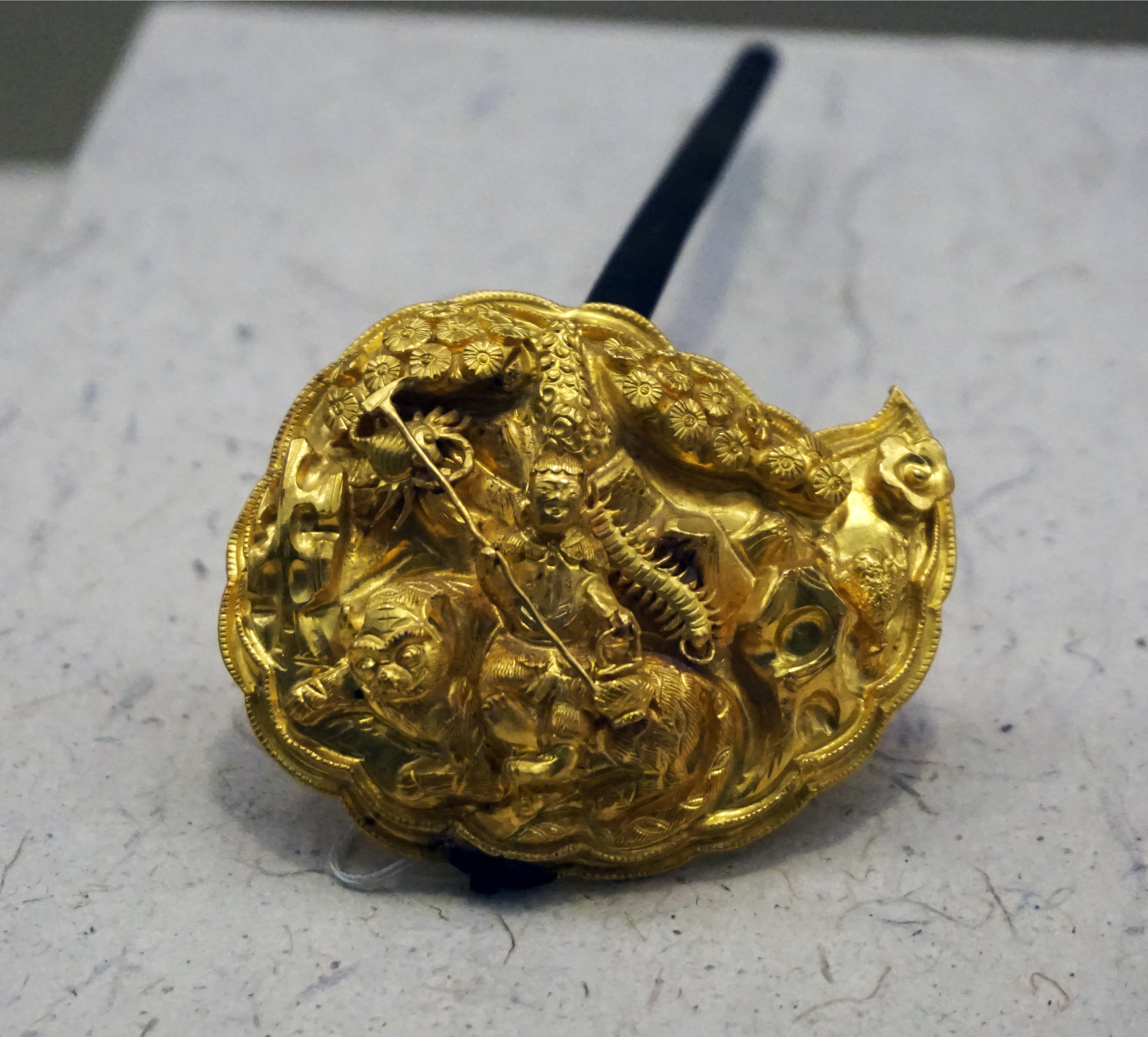
Segell de Zhang Tianshi

A més del talismà de la poderosa aliança, li han atribuït diversos reculls de talismans i fórmules màgiques, de manera permanent o ocasional:
- El llibre dels tres purs (Sanqing zhongjing 三清眾經)
- Els secrets dels talismans i del forn de cinabri (Fuludanzao mijue 符籙丹灶秘訣)
- Les espases viril i femella contra el mal (Sanwuzhanxie cixiongershenjian 三五斬邪雌雄二神劍)
- El segell de Yangping (Yangping zhidugongyin 陽平治都功印)
- El comentari Xiang'er (Laozi xiang'er zhu 老子想爾注) del Daodejing (Llibre de la Via i de la Virtut)
- El llibre dels cinc talismans (Wufujing 五符經)